# Iosif Goldenberg
Iosif Pietrowicz Goldenberg, pseud. Mieszkowski (ros. Иосиф Петрович Гольденберг (Мешковский), ur. 1873, zm. 1 stycznia 1922) – uczestnik ruchu rewolucyjnego w Rosji.
W 1892 związał się z ruchem socjaldemokratycznym, w 1904 był członkiem Saratowskiego Komitetu SDPRR, a od 1 czerwca 1907 do 1910 był członkiem KC SDPRR i członkiem Rosyjskiego Biura KC SDPRR. W 1910 został aresztowany i skazany na zesłanie, w 1920 został członkiem RKP(b).